# Huyền thoại Hercules (phim)
Huyền thoại Hercules (tựa gốc: The Legend of Hercules) là một phim hành động kỳ ảo 3D của Mỹ năm 2014 do Renny Harlin, kịch bản viết bởi Daniel Giat và Sean Hood. Phim có sự tham gia của Kellan Lutz, Gaia Weiss, Scott Adkins, Roxanne McKee và Liam Garrigan. Đây là một trong hai phim điện ảnh của xưởng phim Hollywood nói về Héc-Quyn phát hành vào năm 2014, bên cạnh Héc-quyn do Paramount Pictures và MGM hợp tác sản xuất, phát hành sáu tháng trước vào ngày 10 tháng 1 năm 2014.